# تفسير عبد الرزاق الصنعاني
تفسير عبد الرزاق الصنعاني أحد أقدم كتب تفسير القران الكريم، ألفه محدث اليمن عبد الرزاق الصنعاني.

## أهمية الكتاب
يعد تفسير عبد الرزاق الصنعاني من أقدم التفاسير المعروفة لتقدم عصر مؤلفه، فقد توفي الإمام عبد الرزاق عام 211 هـ، أي أنه متقدم على ابن جرير الطبري بقرن كامل، هذا إلى جانب أن تفسير الإمام عبد الرزاق قد وصل إلينا مسندًا من غير تحريف وتبديل، وتفسير عبد الرزاق يعطينا صورة عامة عن لون التفسير في هذا العصر، حيث كان طابع التفسير بالمأثور هو السائد، كما كانت الأسانيد هي العمدة في النقل، كما أن التفسير اللغوي أو النحوي لم يكن منتشرًا. هذا إلى جانب مكانة عبد الرزاق في علم الرواية، وهو إمام موثوق عدل يضفي على هذه الأقوال التي أوردها في تفسيره قيمة علمية كبيرة.

## أسلوب التفسير
رتب المؤلف نصوص الكتاب تحت أسماء سور القرآن، والتي رتبت بدورها على ترتيب المصحف الشريف، وقد بلغت نصوص هذا الكتاب (3755) نصًا مسندًا، يرويها عبد الرزاق عن شيوخه بالسند إلى النبي، إذا كان النص مرفوعًا، أو إلى الصحابة والتابعين إذا كان النص موقوفًا، أو مقطوعًا، وغالبًا تكون هذه النصوص في أحد الأغراض الآتية: 
- إيضاح كلمة من غريب القرآن،
- بيان فضل سورة من السور أو آية من الآيات،
- بيان سبب نزول آية أو سورة،
- بيان ما يتعلق بالآية من أحكام شرعية، أو سيرة نبوية، أو أحداث في الجاهلية، أو وقائع مستقبلية.[3]

## من فصول الكتاب
- بدأ الكتاب بفصل عنونه ما جاء فيمن قال في القرآن برأيه وأورد فيه الحديث «مَنْ قَالَ فِي الْقُرْآنِ بِرَأْيِهِ فَلْيَتَبَوَّأْ مَقْعَدَهُ مِنَ النَّارِ». ثم نقل أقوال عن الشعبي والخولاني وغيرهم.
- ثم استهل بتفسير سورة الفاتحة ولم يفسر فيها إلا يوم الدين والمغضوب عليهم والضالين، وهذه طريقته بأن ينقل الأثر الذي يعرفه فقط دون تكلف تفسير كل آية وكل كلمة؛ فنقل عن قتادة « أَخْبَرَنَا مَعْمَرٌ عَنْ قَتَادَةَ فِي قَوْلِهِ تَعَالَى:يَوْمِ الدِّينِ قَالَ:يَوْمَ يَدِينُ اللَّهُ الْعِبَادَ بِأَعْمَالِهِمْ»

وتابع بنقل الآثار على ترتيب المصحف، معتمدًا على النقل ومبتعدًا عن الرأي كما تجنب تفسير المتشبهات. ونقل في البقرة مثلا قصة الملك نمرود وحواره مع النبي إبراهيم واستمر على هذا الأسلوب حتى بلغ سورة الناس وهي آخر السور في المصحف. ومما نقله في تفسير سورة البقرة للمثل الذي ضرب للمنافقين
| تفسير عبد الرزاق الصنعاني | حدثنا الحسن بن يحيى قال أخبرنا عبد الرازق قال أخبرنا معمر عن قتادة مثلهم كمثل الذي استوقد نارا فلما أضآت ما حوله هي لا إله إلا الله أضاءت لهم فأكلوا بها وشربوا وأمنوا في الدنيا ونكحوا النساء وحقنوا بها دماءهم حتى إذا ماتوا ذهب الله بنورهم وتركوا في ظلمات لا يبصرون | تفسير عبد الرزاق الصنعاني |

ونقل تفسيرًا للمثل الآخر الذي ضرب للمنافقين 
| تفسير عبد الرزاق الصنعاني | حدثنا الحسن بن يحيى قال أخبرنا عبد الرزاق قال أخبرنا معمر عن قتادة فيه ظلمات ورعد وبرق يقول أخبر عن قوم لا يسمعون شيئا إلا ظنوا أنهم هالكون فيه حذرا من الموت والله محيط بالكافرين ثم ضرب لهم مثلا آخر فقال يكاد البرق يخطف أبصرهم كلما أضآءلهم مشوا فيه يقول هذا المنافق إذا كثر ماله وكثرت ماشيته وأصابته عافية قال لم يصبني منذ دخلت في ديني هذا إلا خير وإذا أظلم عليهم قاموا يقول إذا ذهبت أموالهم وهلكت مواشيهم وأصابهم البلاء قاموا متحيرين | تفسير عبد الرزاق الصنعاني |

## وصلات خارجية
- تحميل تفسير عبد الرزاق الصنعاني المكتبة الشاملة